# The BMJ
The BMJ, llamada British Medical Journal hasta 1988 y BMJ entre 1988 y 2014, es una revista médica publicada semanalmente en el Reino Unido por la Asociación Médica Británica (British Medical Association, BMA). Su editor hasta el 30 de julio de 2004 fue Richard Smith, quien ese septiembre se integró en el consejo de la Public Library of Science (PLoS), uno de los principales impulsores y referentes mundiales de la estrategia Open Access. El actual editor en jefe es  Kamran Abbasi  que sustituyó a  Fiona Godlee, nombrada en febrero de 2005 y dimitió a finales de 2021.
Para determinar la importancia y seriedad de una publicación como la que aquí se presenta, conviene consultar el "Factor de impacto ISI" o "Índice de impacto ISI" (Impact Factor cada año calculado por el Institute for Scientific Information —ISI—), el que precisamente proporciona una manera sistemática y objetiva de determinar la importancia relativa de las distintas revistas dentro de sus respectivas categorías temáticas.

## Historia
La revista comenzó a publicarse el 3 de octubre de 1840 como Provincial Medical and Surgical Journal y rápidamente atrajo la atención de médicos de todo el mundo a través de la publicación de artículos de investigación originales de alto impacto e informes de casos únicos.  Los primeros editores del BMJ fueron P. Hennis Green, profesor de enfermedades infantiles en la Hunterian School of Medicine, quien también fue su fundador, y Robert Streeten de Worcester, miembro del consejo de la Asociación Provincial de Medicina y Cirugía. 

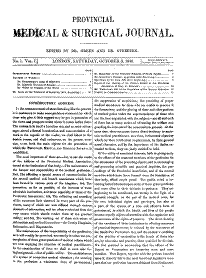
Portada del primer número del Provincial Medical and Surgical Journal

El primer número de la Provincial Medical and Surgical Journal (PMSJ) tenía 16 páginas y contenía tres sencillas ilustraciones grabadas en madera. Los artículos más largos fueron el editorial introductorio de los editores y un informe de la Rama Oriental de la Asociación Provincial de Medicina y Cirugía. Otras páginas incluían una versión condensada del proyecto de ley de reforma médica de Henry Warburton, reseñas de libros, artículos clínicos y notas de casos.  Incluido el impuesto de timbre, costaba 7 peniques, un precio que se mantuvo hasta 1844. En su artículo principal, Green y Streeten señalaron que habían "recibido tantos anuncios (en proporción a la cantidad de tipografía) de nuestro primer número como el popular Medical Journal, (The Lancet) después de diecisiete años de existencia ".
En su editorial introductoria y declaraciones posteriores, Green y Streeten definieron "los principales objetos de promoción de los que se constituye la Provincial Medical and Surgical Journal . En resumen, había dos objetivos principales claros: el avance de la profesión, especialmente en las provincias y la difusión del conocimiento médico. Green y Streeten también expresaron interés en promover el bienestar público, así como en mantener a los médicos, como una clase en ese rango de la sociedad que, por sus adquisiciones intelectuales, por su carácter moral general, y por la importancia de los deberes encomendados a ellos, tienen justamente derecho a retenerlos '.
En abril de 1842, la revista fue rebautizada como Provincial Medical Journal y Retrospect of the Medical Sciences, pero dos años más tarde volvió a la PMSJ bajo la dirección exclusiva del Dr. Streeten. Fue entonces en 1857 que el BMJ apareció por primera vez cuando el PMSJ se fusionó con el Associated Medical Journal (vol. 1 a 4; 1853 a 1856), que había evolucionado a partir del London Medical Journal (vol. 1 a 4; 1849 a 1852) bajo la dirección de John Rose Cormack.
El BMJ publicó el primer ensayo controlado aleatorio - un ensayo sobre la eficacia de la estreptomicina en el tratamiento de la tuberculosis pulmonar -. La revista también publicó los artículos seminales sobre los efectos causales del tabaquismo en la salud  y el cáncer de pulmón y otras causas de muerte en relación con el tabaquismo. 
Durante mucho tiempo, el único competidor de la revista fue The Lancet, también con sede en el Reino Unido, pero con la creciente globalización, The BMJ se ha enfrentado a la dura competencia de otras revistas médicas, en particular The New England Journal of Medicine (NEJM) y Journal of the American Medical Association (JAMA).

## Indexación y citas
El BMJ está incluido en los principales índices PubMed, MEDLINE, EBSCO y Science Citation Index. La revista ha criticado durante mucho tiempo el uso indebido del factor de impacto para otorgar becas y reclutar investigadores por parte de instituciones académicas.

## Métricas de revista
2022
- Web of Science Group : 39.89
- Índice h de Google Scholar: 453
- Scopus: 5.296

Actualmente (2024) ocupa el 10.º puesto en el apartado de Ciencias médicas y de la Salud de Google Scholar, con un índice h5 de 218